# Поділ Ірландії

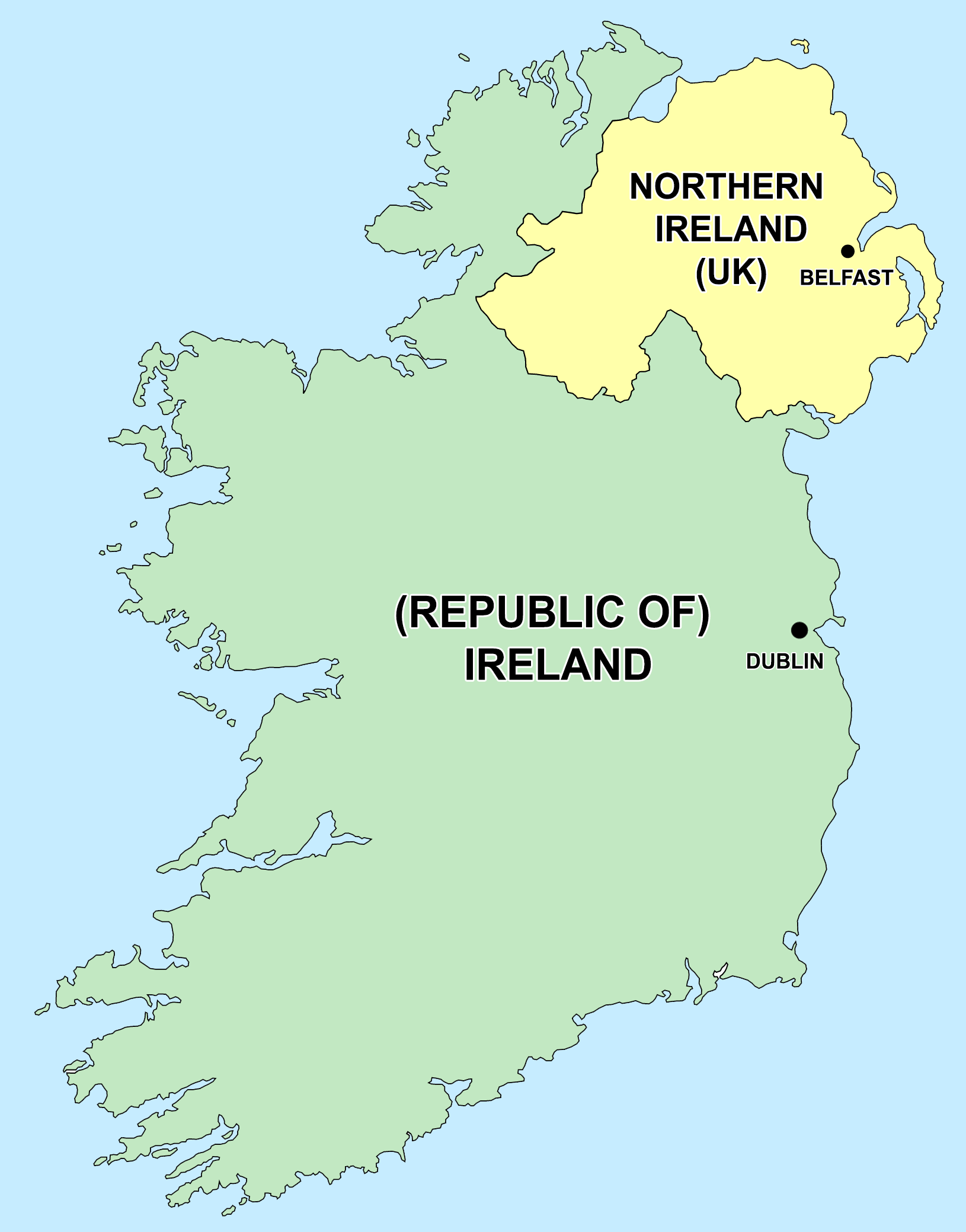
Політична карта сучасної Ірландії

Поділ Ірландії (ірл. críochdheighilt na hÉireann, англ. Partition of Ireland) — процес, унаслідок якого уряд Великої Британії розділив Ірландію на дві самоврядні адміністративно-політичні одиниці: Північну Ірландію та Південну Ірландію (територія, відома сьогодні як Республіка Ірландія, або просто Ірландія). Поділ було здійснено 3 травня 1921 року згідно з Актом про управління Ірландією 1920 року. Цей акт передбачав збереження обох утворень у складі Сполученого Королівства та містив положення про їхнє можливе возз’єднання. Територіально менша Північна Ірландія була створена з децентралізованим урядом (Гомрул) і залишилася частиною Великої Британії. Попри те, що було також створено Південну Ірландію, її уряд більшість громадян Ірландії не визнавали, натомість підтримуючи самопроголошену 32-графську Ірландську Республіку.
В Ірландії існувала (переважно католицька) націоналістична більшість, яка прагнула самоврядування або незалежності. До поділу Ірландська парламентська партія використовувала свій вплив на баланс сил у британському парламенті, аби домогтися ухвалення біллів про самоврядування, що надали б Ірландії автономний уряд у межах Сполученого Королівства. Це спричинило кризу Гомрулу (1912–14), коли ольстерські юніоністи створили велику парамілітарну організацію (щонайменше 100 000 осіб) — Ольстерські добровольці, які мали завадити включенню Ольстера до складу ірландського уряду. Хоча Акт про управління Ірландією 1914 року (про створення єдиного уряду) було ухвалено, його реалізацію відклали через Першу світову війну (1914–18). Підтримка ідеї незалежності Ірландії зросла під час війни, особливо після Великоднього повстання 1916 року (збройного повстання проти британського правління).
Ірландська республіканська партія Шинн Фейн здобула більшість місць в Ірландії на виборах до Вестмінстера у 1918 році. Замість того аби зайняти місця у парламенті Великої Британії, партія скликала окремий ірландський парламент і проголосила незалежну Ірландську Республіку на весь острів. Це спричинило Ірландську війну за незалежність (1919–21) — партизанський конфлікт між Ірландською республіканською армією (ІРА) та британськими силами. У 1920 році британський уряд запропонував ще один білль про створення двох автономних урядів: одного — для шести північних графств (Північна Ірландія), іншого — для решти острова (Південна Ірландія). Цей акт було ухвалено як Акт про управління Ірландією 1920 року, і він набув чинності  3 травня 1921 року. Після виборів 1921 року юніоністи в Ольстері сформували уряд Північної Ірландії. У 1920–22 роках поділ супроводжувався насильством «на захист або протидію новому устрою» –  див. Заворушення в Ольстері (1920–1922). У першій половині 1922 року ІРА здійснила невдалу "Північну офензиву" у прикордонних районах Північної Ірландії. Столиця Белфаст зазнала "жорстокого та безпрецедентного" громадянського насильства, переважно між протестантськими та католицькими цивільними. Було вбито понад 500 людей, понад 10 000 стали біженцями, більшість — із католицької меншини.
Ірландська війна за незалежність завершилася перемир’ям у липні 1921 року та привела до підписання англо-ірландського договору у грудні того ж року. Згідно з договором, територія Південної Ірландії мала вийти зі складу Великої Британії та стати Ірландською Вільною Державою. Парламент Північної Ірландії міг вирішити, залишатися у складі Вільної Держави чи ні, а спеціальна комісія мала визначити або змінити тимчасовий кордон. Північний уряд обрав залишитися у складі Великої Британії. 6 грудня 1922 року (через рік після підписання договору) Ірландію було офіційно поділено. Південна Ірландія вийшла зі складу Великої Британії та стала Ірландською Вільною Державою, нині відомою як Республіка Ірландія. У 1925 році Ірландська прикордонна комісія запропонувала незначні зміни кордону, але їх не було реалізовано.
Від часу поділу більшість ірландських націоналістів/республіканців продовжують прагнути об’єднаної та незалежної Ірландії, тоді як юніоністи/лоялісти в Ольстері бажають зберегти Північну Ірландію у складі Великої Британії. З роками уряди юніоністів у Північній Ірландії неодноразово звинувачувалися в дискримінації ірландської націоналістичної та католицької меншини. У 1967 році юніоністи виступили проти кампанії за громадянські права, вважаючи її республіканською ширмою. Це сприяло виникненню конфлікту в Північній Ірландії, який тривав тридцять років (прибл. 1969–1998) і забрав понад 3 500 життів. За умовами Белфастської угоди 1998 року уряди Ірландії та Великої Британії, а також основні політичні партії, погодили створення уряду спільного управління в Північній Ірландії, та домовилися, що статус Північної Ірландії не змінюватиметься без згоди більшості її населення. Угода також підтвердила відкритий кордон між обома юрисдикціями.